# ヒキヨモギ
ヒキヨモギ Siphonostegia chinensis はハマウツボ科ヒキヨモギ属の半寄生植物。

## 分布
日本全国、中国、台湾、朝鮮半島

## 生態・形態
日当たりのよい草地、田畑、山地、低山、原野などに生え、30-60cmになる。茎は枝分かれし、深くさけた葉を対生する。8月頃に葉の脇に鮮やかな黄色い花を付ける。花は唇型で下側が大きく、がくは筒状で5つに裂け、雄しべ4本のうち2本が長い。

## 利用
全体が薬用利用される。利尿作用があり黄疸、月経不順などに効果がある。採取時期は8-9月。
地上部からは、イリドイドの一種であるシフォノステギオールが発見されている。